# Eisenbahnunfall von Lichfield
Der Eisenbahnunfall von Lichfield war ein Auffahrunfall, der sich am 1. Januar 1946 im Bahnhof Lichfield Trent Valley in Lichfield, England, ereignete. 20 Menschen starben. Dieser Unfall ist einer der wenigen, bei denen die mechanische Sicherung der Fahrstraße versagte.

## Ausgangslage
Der Unfall ereignete sich auf dem Netz der London, Midland and Scottish Railway (LMS) an einem überaus kalten Wintertag.
Im Überholungsgleis Richtung London des Bahnhofs Lichfield Trent Valley war der Personenzug von Stafford nach Nuneaton eingefahren und wartete dort darauf, durch einen nachfolgenden Eilgüterzug überholt zu werden. Der Personenzug bestand aus einer Dampflokomotive und vier Personenwagen älterer Bauart mit Holzaufbauten.
Der Eilgüterzug kam von Fleetwood und sollte Frischfisch nach London bringen. Sein Ziel dort war der Bahnhof Broad Street. Er bestand aus seiner Dampflokomotive, sieben zweiachsigen Güterwagen für den Fischtransport und einem Begleitwagen.

## Unfallhergang
Als dem Stellwerk das Herannahen des Eilgüterzugs gemeldet wurde, legte der Mitarbeiter dort die Einfahrweiche wieder in gerade Stellung, um einerseits dem Güterzug die Fahrt auf dem Durchfahrgleis zu ermöglichen, andererseits aber auch, um das Einfahrsignal überhaupt in die Position „Fahrt frei“ stellen zu können. Die Anlagen waren miteinander entsprechend verbunden, so dass er mit dem Signal die Fahrt nur frei geben konnte, wenn die Weiche entsprechend gestellt war. Als er den entsprechenden Hebel für die Weiche umlegte, rastete die Sicherung auch ein und er stellte das Signal auf „Fahrt frei“. Was zu diesem Zeitpunkt noch niemand wusste: Die Weiche war in der abweichenden Stellung festgefroren und der Hebel für die Weiche rastete nur in die Sicherung ein, weil die Schienenstücke in der Weiche sich entsprechend verbogen.
Als der Güterzug in den Bahnhof einfuhr, war er etwa 50 km/h schnell und traf im Ausweichgleis auf das Ende des Personenzugs. Die drei letzten Personenwagen wurden zerstört, der Rest des Zuges, einschließlich der Lokomotive, um 30 Meter nach vorne geschoben.

## Folgen
20 Menschen starben, 21 wurden darüber hinaus verletzt.